# Nikki Anderson
Nikki Anderson (11 de marzo de 1977) es una actriz pornográfica húngara. Fue Pet of the Month de la revista Penthouse de mayo de 2000.
Protagonista de Sweet Baby y Sweet Lady y un número importante de películas de la empresa productora Private Media Group y también de varios otros filmes de todas las grandes compañías europeas.
Desde su primera aparición en La Pirámide de Pierre Woodman, su carrera tuvo un éxito muy rápido. Trabajó con Pierre Woodman, Rocco Siffredi, Antonio Adamo y otros directores. Recibió el premio de mejor actriz porno europea al festival Hot d'or de Cannes, Francia, en 1999 por su aparición en Rocco never dies. También apareció en revistas y talk shows. A día de su retiro ha rodado más de 150 películas de orientación bisexual.
Fue galardonada durante los festivales de cine erótico en Europa, pero nunca recibió el máximo galardón de mejor actriz en Europa. En 2001, Private produjo una recopilación de sus mejores escenas, La vida privada de Nikki Anderson.
En 2002, después de varios años entre las estrellas del Cine pornográfico europeo, Nikki Anderson aceptó un lucrativo contrato como bailarina en Italia, donde trabajó hasta 2004.
Desde entonces, se ha construido una casa en las afueras de Budapest y formó una familia.